# Роберт Нозик
Роберт Нозик (енгл. Robert Nozick; Њујорк, 16. новембар 1938 — Кембриџ, 23. јануар 2002) је био амерички професор и политички филозоф.
Нозиков најзначајнији рад „Анархија, држава и утопија“ (1974) сматра се једним од најзначајнијих дела савремене политичке филозофије којим је извршио снажан утицај на теорије и уверења нове деснице. Очигледно под утицајем америчких индивидуалиста деветнаестог века као што су Лисандер Спунер (1808—1887) и Бенџамин Такер (1854—1939) развио је вид либертијанизма близак Локовом. Тврдио је да власничка права морају стриктно да се поштују нарочито уколико је богаство стечено на поштен начин или је на одговарајући начин пренесено с једне особе на другу. Ово становиште подразумева подршку минималној влади и минималним порезима и супротставља се прерасподели и држави благостања. Нозик је теорију правде засновану на правима развио као одговор на идеје Џона Ролса. Касније је одступио од крајњег либертијанизма.